# Pallenopsis mariae
Pallenopsis mariae is een zeespin uit de familie Pallenopsidae. De soort behoort tot het geslacht Pallenopsis. Pallenopsis mariae werd in 1978 voor het eerst wetenschappelijk beschreven door Larramendy & de Castellanos. 